# Стабільність вибухових речовин
Стабільність вибухових речовин (рос. стабильность взрывчатых веществ, англ. stability of explosives; нім. Stabilität f der Sprengstoffe, Beständigkeit f der Explosivstoffe) – сукупність фізико-хімічних характеристик вибухових речовин, що забезпечують надійність їх експлуатації і безпеку застосування.
Розрізнюють фізичну і хімічну стабільність вибухових речовин. Всі промислові вибухові речовини за нормальних умов зберігання і застосування характеризуються достатньою стабільністю. Найвищу стабільність мають гранулотол і алюмотол, які придатні для заряджання обводнених свердловин з підвищеною кислотністю підземних вод. Аміачно-селітряні вибухові речовини втрачають стійкість при взаємодії з сульфідними рудами (пірит, колчедан і інш.), особливо в умовах підвищеної вологості і температури. Для забезпечення стабільності заряди амонітів оберігають від контакту з вологими сульфідними рудами і застосовують стабілізатори (сечовина тощо). Меншу стійкість мають рідкі нітроефіри і сполуки на їх основі, які стабілізують добавками соди або крейди.  